# Aussac-Vadalle
Aussac-Vadalle település Franciaországban, Charente megyében. Lakosainak száma 549 fő (2022. január 1.). Aussac-Vadalle Coulgens, Jauldes, Maine-de-Boixe, Nanclars, Saint-Amant-de-Boixe, Tourriers, Villejoubert és Val-de-Bonnieure községekkel határos.

## Népesség
A település népessége az elmúlt években az alábbi módon változott:
| Lakosok száma | 320  | 333  | 387  | 400  | 508  | 517  | 513  | 515  | 518  | 549  |
|               | 1968 | 1982 | 1990 | 2006 | 2013 | 2015 | 2017 | 2019 | 2020 | 2022 |